# Збірна Швейцарії з баскетболу
Збірна Швейцарії з баскетболу — національна баскетбольна команда, яка представляє Швейцарію на міжнародній баскетбольній арені. Найкращий результат збірної Швейцарії це четверте місце на першому чемпіонаті Європи, а в останнє на чемпіонаті Європи вони виступали в далекому 1955 році.

## Статистика виступів

### Євробаскет
| Євробаскет | Євробаскет              | Євробаскет              | Євробаскет              | Євробаскет              |
| Рік        | Позиція                 | І                       | В                       | П                       |
| ---------- | ----------------------- | ----------------------- | ----------------------- | ----------------------- |
| 1935       | 4-е місце               | 4                       | 2                       | 2                       |
| 1937–1939  | Не пройшли кваліфікацію | Не пройшли кваліфікацію | Не пройшли кваліфікацію | Не пройшли кваліфікацію |
| 1946       | 5-е місце               | 3                       | 2                       | 1                       |
| 1947–1949  | Не пройшли кваліфікацію | Не пройшли кваліфікацію | Не пройшли кваліфікацію | Не пройшли кваліфікацію |
| 1951       | 13-е місце              | 9                       | 4                       | 5                       |
| 1953       | 11-е місце              | 8                       | 3                       | 5                       |
| 1955       | 14-е місце              | 10                      | 5                       | 5                       |
| 1957–2015  | Дивізіон B 2005–2011    | Дивізіон B 2005–2011    | Дивізіон B 2005–2011    | Дивізіон B 2005–2011    |
| 2017       | Не пройшли кваліфікацію | Не пройшли кваліфікацію | Не пройшли кваліфікацію | Не пройшли кваліфікацію |
| 2022       | Не пройшли кваліфікацію | Не пройшли кваліфікацію | Не пройшли кваліфікацію | Не пройшли кваліфікацію |
| 2025       | Не пройшли кваліфікацію | Не пройшли кваліфікацію | Не пройшли кваліфікацію | Не пройшли кваліфікацію |
| Разом      | Разом                   | 34                      | 16                      | 18                      |

- — країна-господар фінального турніру

### Олімпійські ігри
| Рік   | Позиція                 | І                       | В                       | П                       |
| ----- | ----------------------- | ----------------------- | ----------------------- | ----------------------- |
| 1936  | 9-е місце               | 3                       | 2                       | 1                       |
| 1948  | 21-е місце              | 8                       | 2                       | 6                       |
| 1952  | 17-е місце              | 2                       | 0                       | 2                       |
| 2020  | Не пройшли кваліфікацію | Не пройшли кваліфікацію | Не пройшли кваліфікацію | Не пройшли кваліфікацію |
| 2024  | Не пройшли кваліфікацію | Не пройшли кваліфікацію | Не пройшли кваліфікацію | Не пройшли кваліфікацію |
| Разом | Разом                   | 13                      | 4                       | 9                       |